# 切雷莫什河

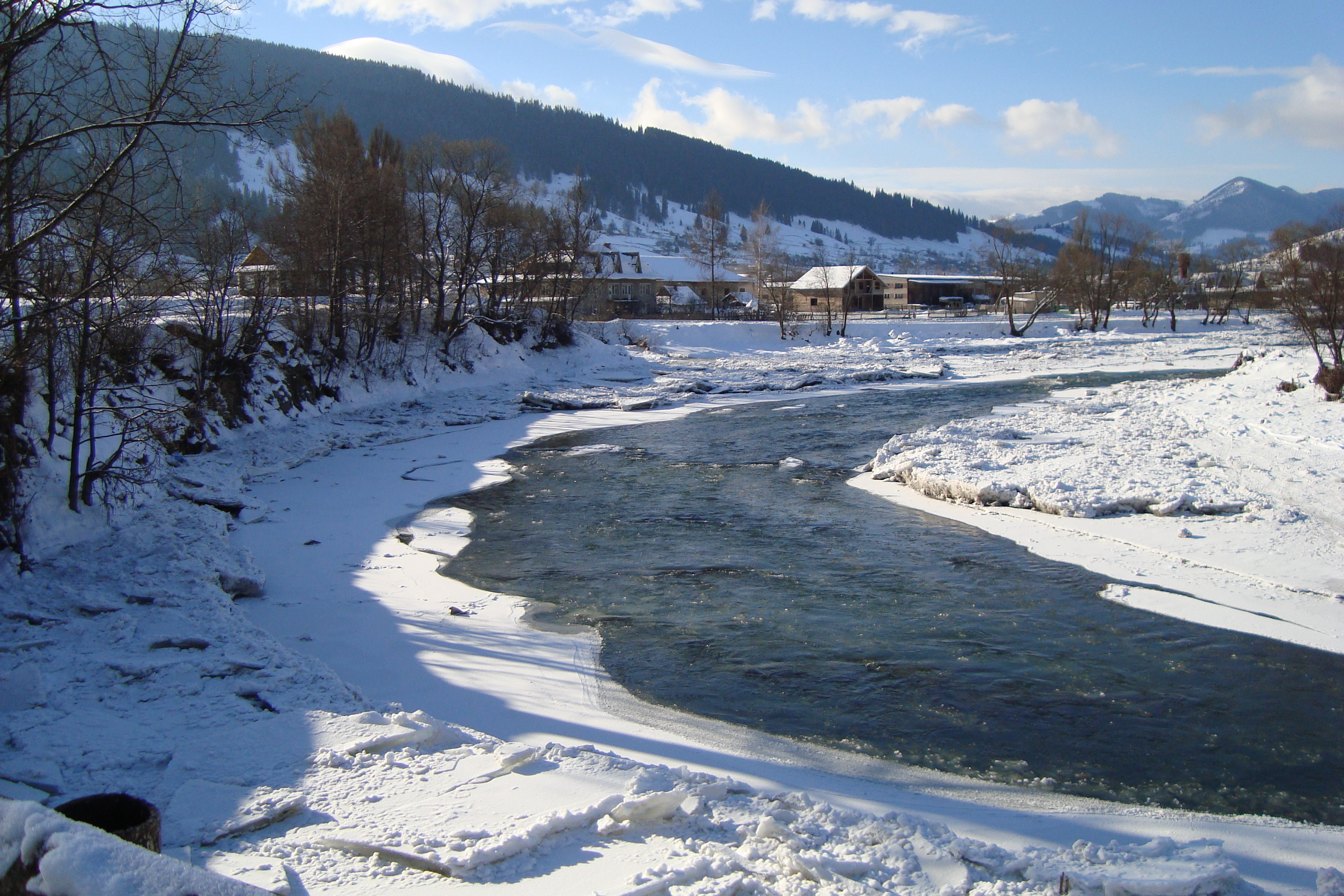

切雷莫什河（羅馬化：Cheremosh）是烏克蘭的河流，屬於普魯特河的右支流，河道全長80公里，流域面積2,560平方公里，河水主要來自融雪和雨水，每年十二月至翌年三月結冰。

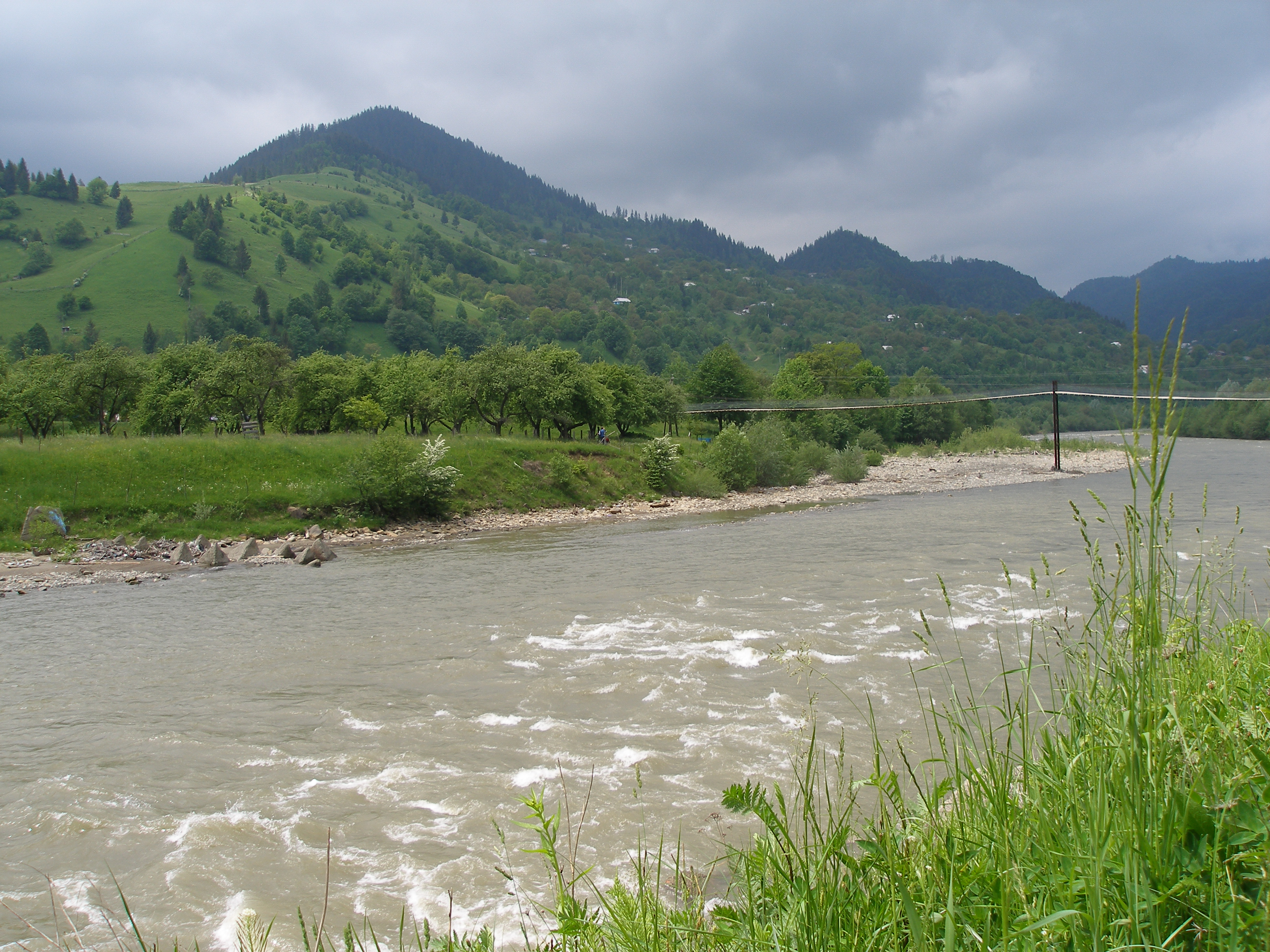
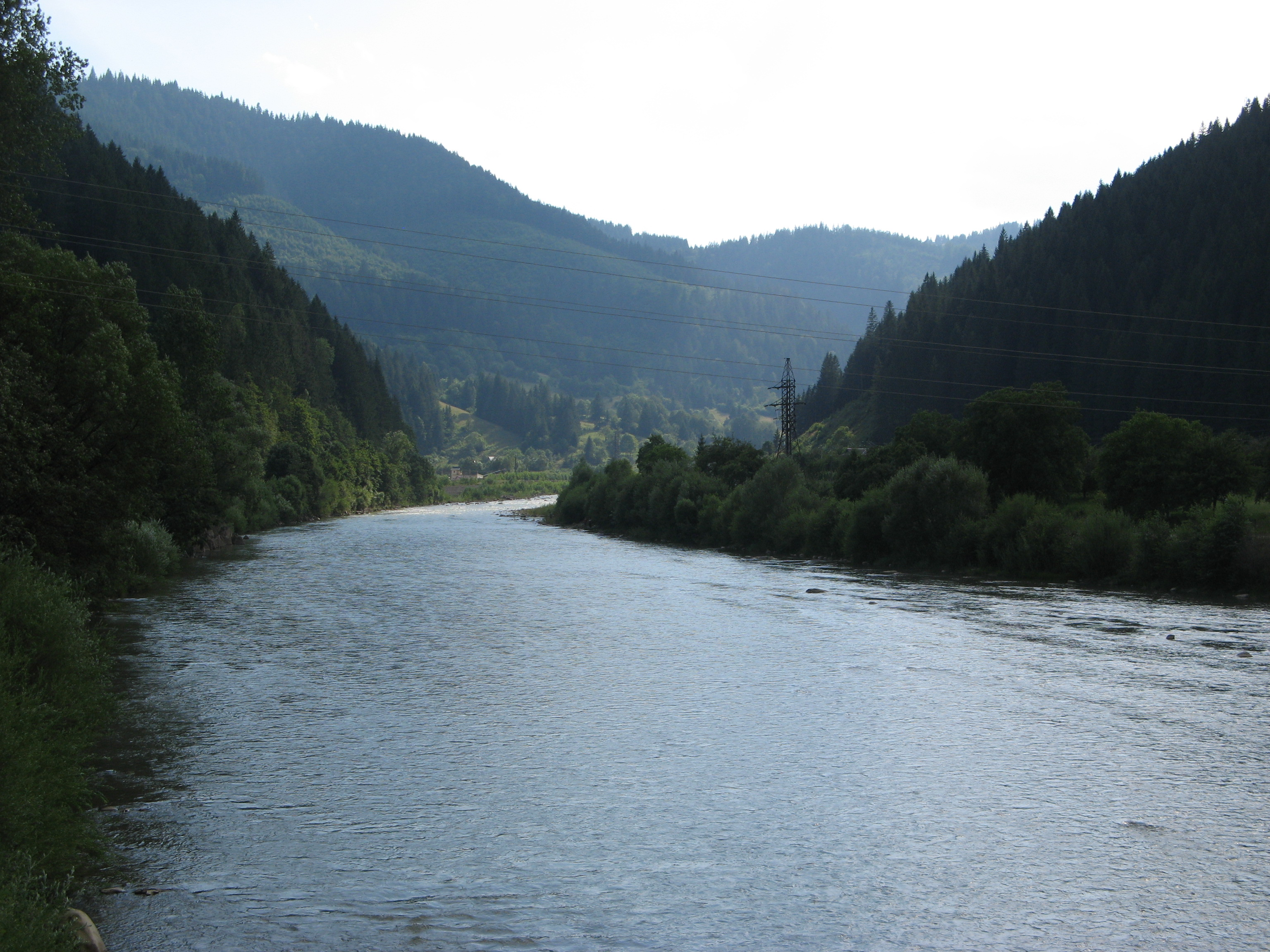
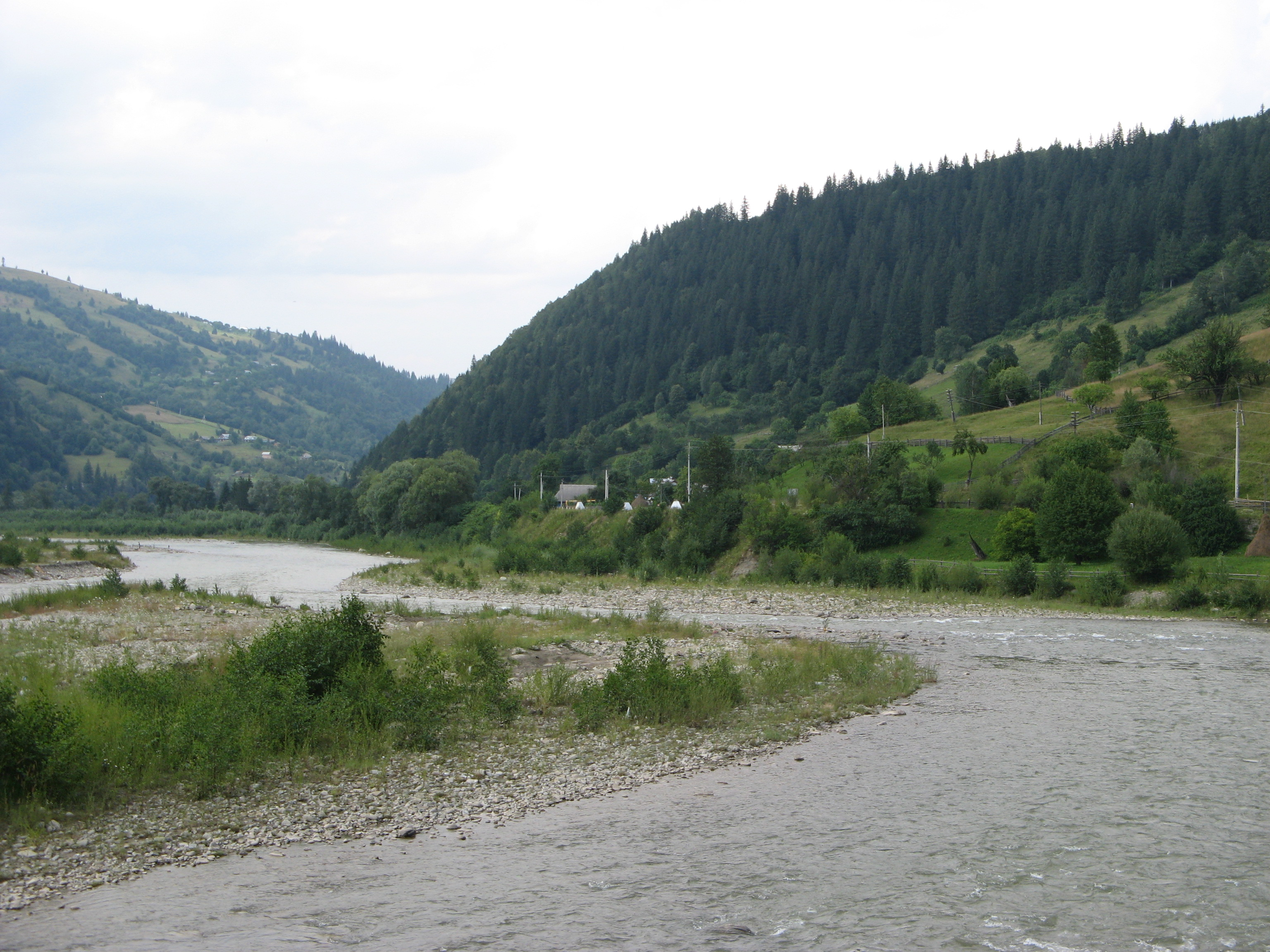
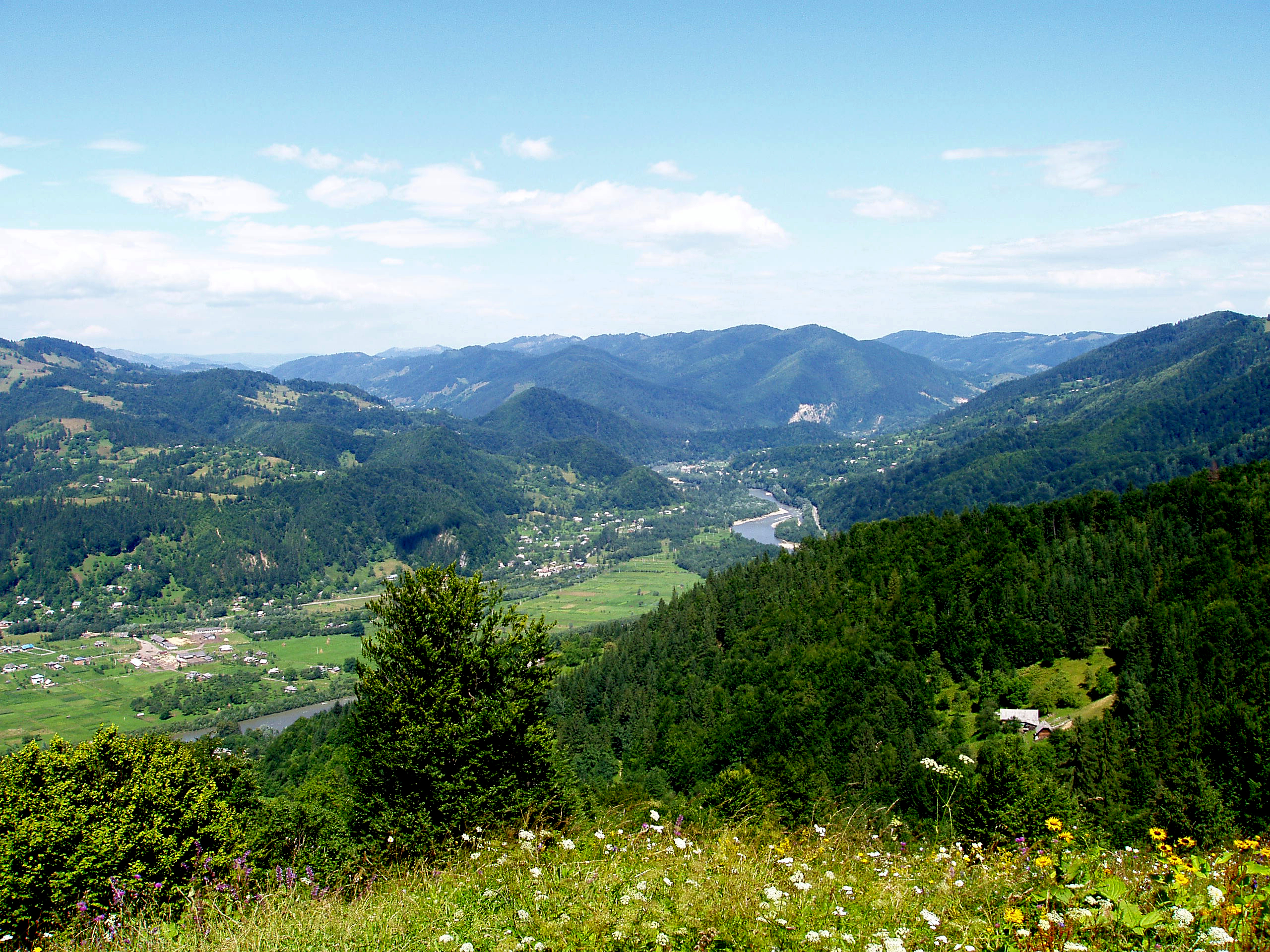
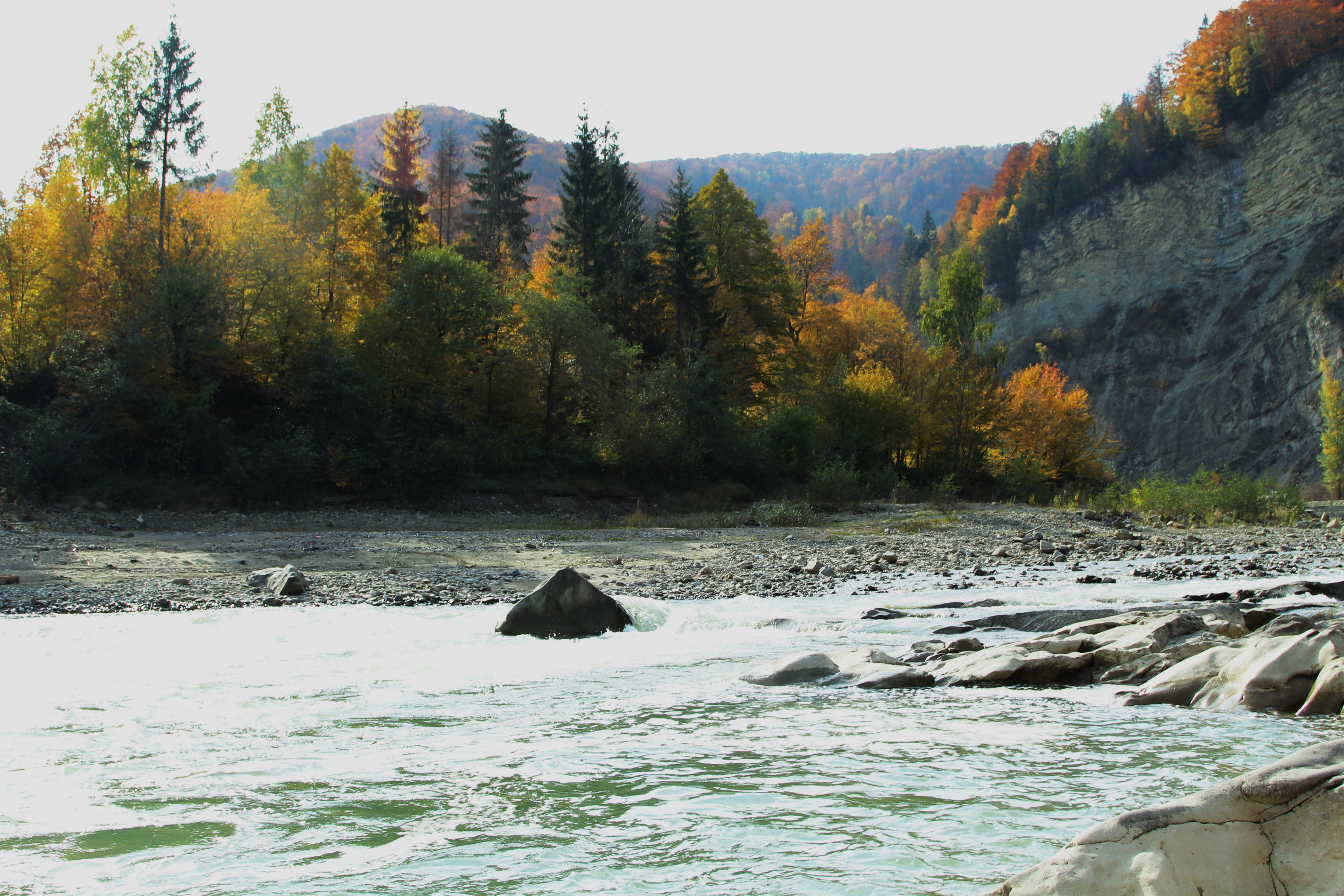
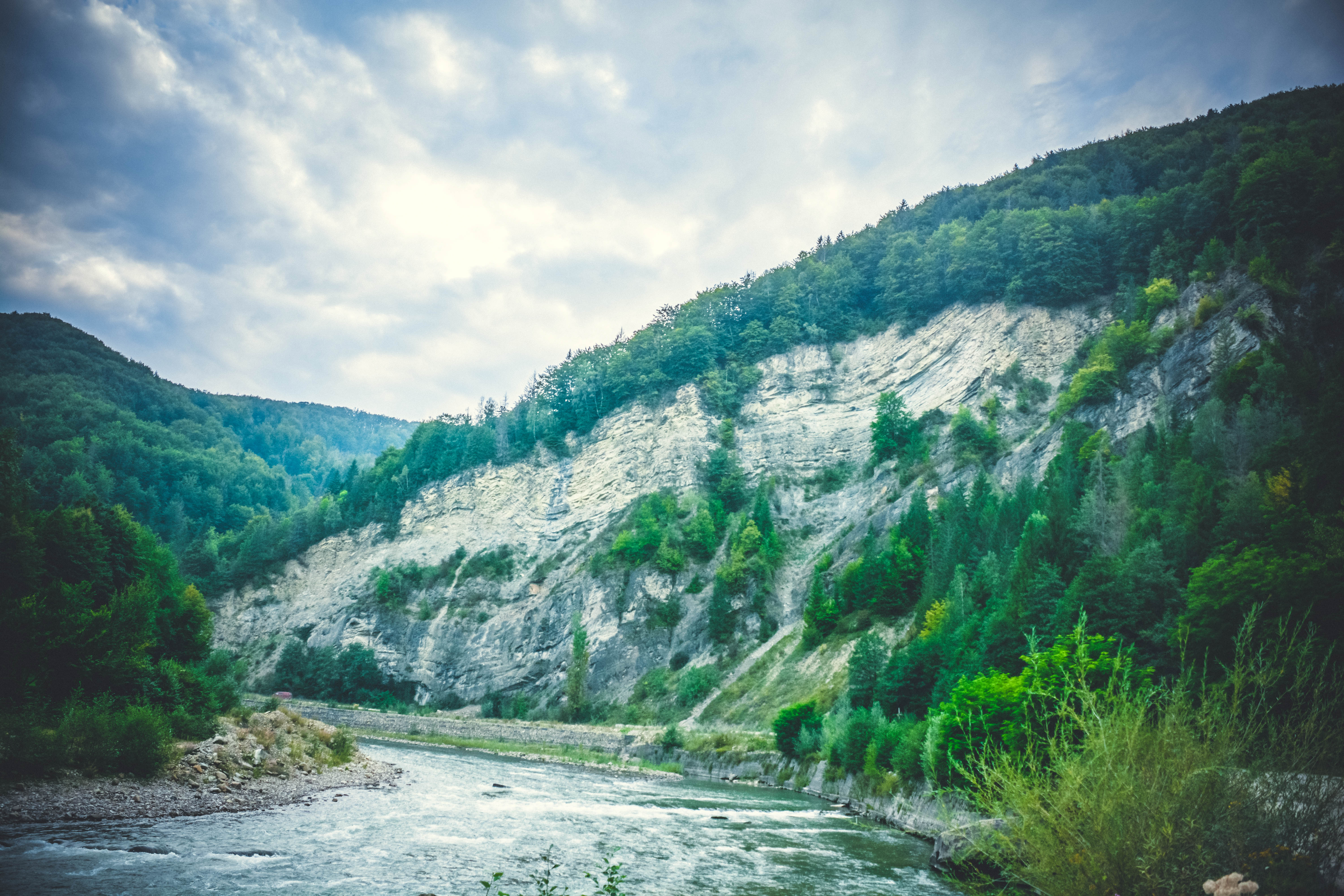
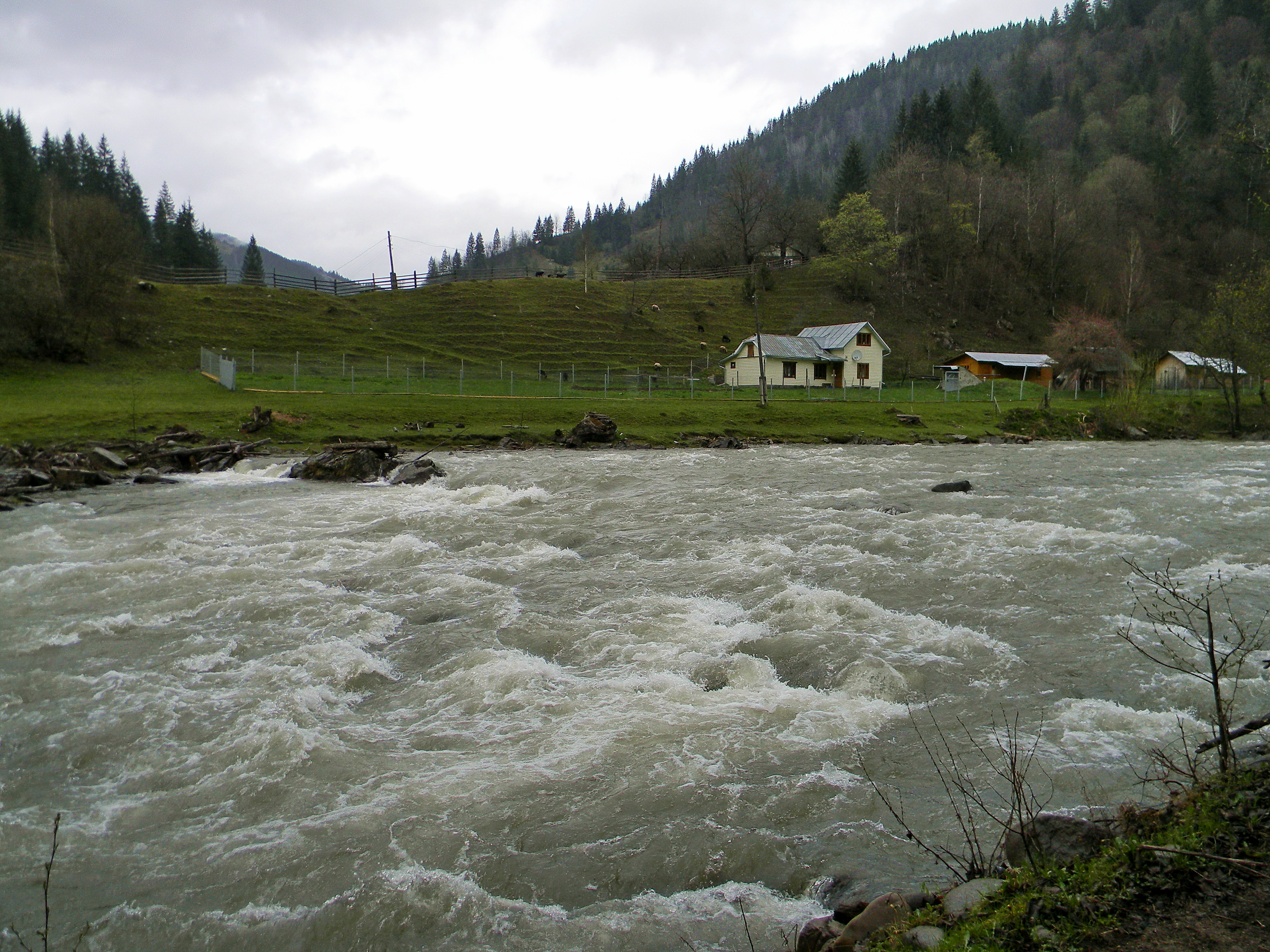
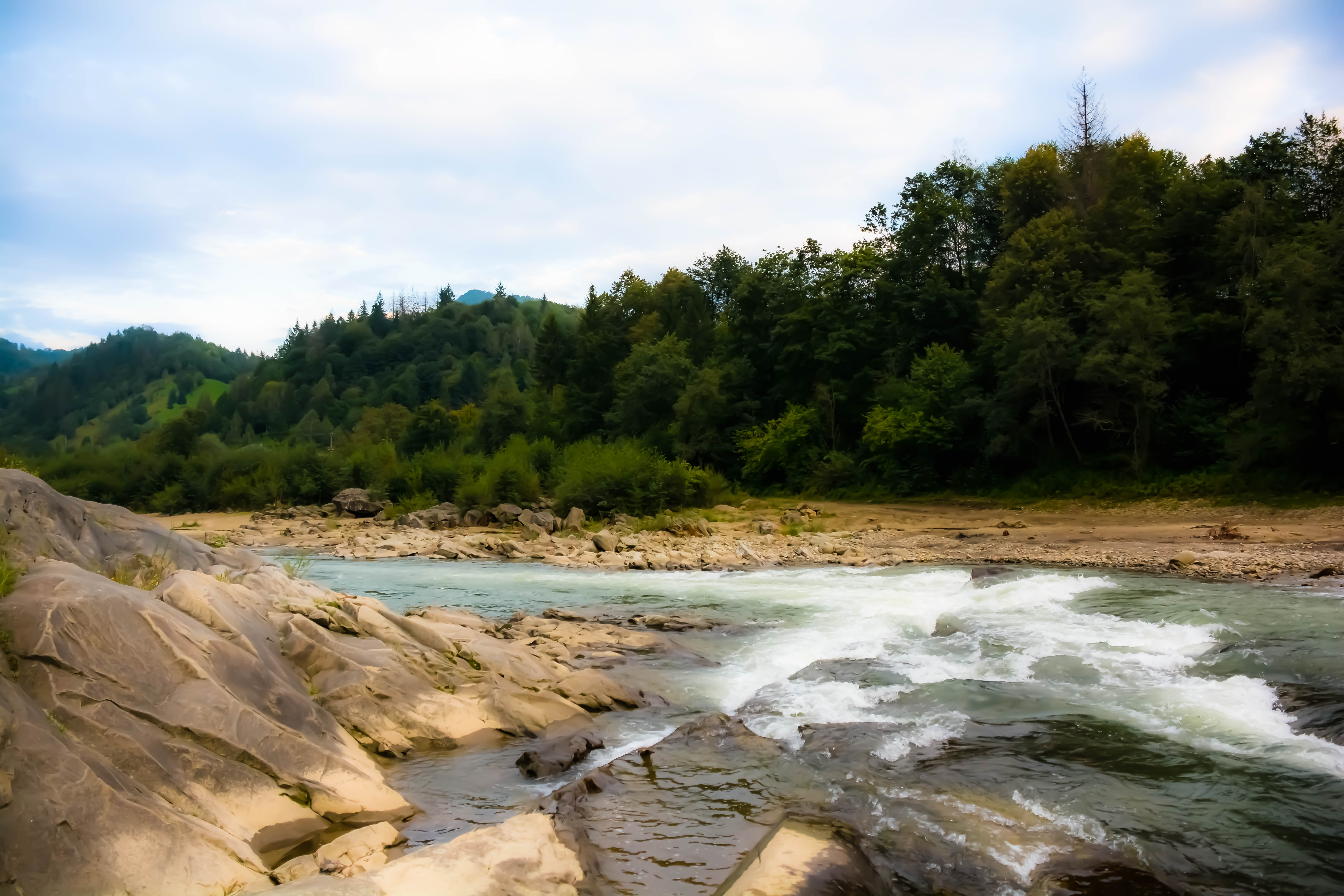

48°22′44″N 25°37′14″E / 48.37889°N 25.62056°E